# Ауэр, Кароль
Кароль Ауэр или Карл Ауэр (пол. Karol Auer, чеш. Karel Auer, нем. Karl Auer; 1818—1859) — литограф и график, вероятно чешского происхождения, более 20 лет работал в Львове и Галичине.

## Биографические сведения
По происхождению чех. Окончил Венский университет. В 1830-х годах приехал работать во Львов по приглашению владельца типографии Пиллера.
Первые известные литографические работы Ауэра во Львове датированы 1837 годом. Уже с начала 1840-х годов Ауэр создал литографические портреты Болеслава Храброго и Адама Чайковского, а в типографии Петра Пиллера вышли портреты Казимежа Ягеллончика, графа Александра Фредра, митрополита Атаназия Шептицкого, генерала Дверницкого и других выдающихся граждан Австро-Венгерской империи, преимущественно польского происхождения (Т. Ленартовича, В. Залесского, М. Гриневецкого, Н. Куземского).
Там же, в типографии Пиллера, увидели свет виды львовской Ратуши, львовской бойницы — усадьбы львовского куркового братства, ярмарки возле собора Св. Юра, Песочной горы с остатками Высокого Замка, изображены автором с башни ратуши, и других ключевых в структуре города сооружений.
В конце первой половины XIX века Ауэр сделал подборку литографий с видом галицких сел и местечек для альбома «Сборник самых прекраснейших окраин Галиции».